# Søren Norby

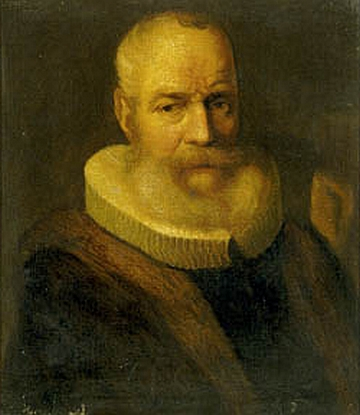
Sören Norby (1525)

Søren Norby, auch Severin Norby (* um 1470; † kurz nach dem 12. März 1530 in Florenz), war ein dänischer Flottenführer und königlicher Amtmann im frühen 16. Jahrhundert. Er spielte eine Schlüsselrolle in den Kriegen Dänemarks mit Schweden und der Hansestadt Lübeck. Als Anhänger des glücklosen Königs Christian II. von Dänemark vermochte er den Gang der Geschichte zu verzögern, aber nicht aufzuhalten, und vermittelt das Bild eines politischen Abenteurers. Aus schwedischer Sicht war er eher ein Pirat als ein Admiral.

## Leben
Søren Norby stammte aus einem verarmten Adelsgeschlecht auf der Insel Fünen. Sein Geburtsdatum ist unbekannt. Erstmals erwähnt wird er 1504 als Seemann unter Svante Sture.
Beim Angriff auf die Ålandinseln war Norby Geschwaderchef. Während des Dänisch-Hanseatischen Krieges führte er 1509 und 1511 Strafexpeditionen gegen die „wendischen“ Hansestädte. Nach den Kämpfen unter Admiral Jens Holgersen Ulfstand um die Ostseeinsel Bornholm und der Seeschlacht mit den Lübeckern (1511) erhielt er zur Belohnung das Kloster Børringe in Schonen als freies Lehen und Haraldsborg (bei Roskilde). Der Seekrieg mit Lübeck wurde durch den Frieden von Malmö (1512) beigelegt. 1514 wurde er königlich dänischer Amtmann auf Island.
1517 ernannte ihn Christian II. im Krieg gegen das aufständische Schweden zum Oberbefehlshaber der dänischen Flotte und zum dänisch-gotländischen Amtmann in Visby, der seinen Amtssitz auf der Festung Visborg hatte. 1519 nahm er die Insel Öland mit Schloss Borgholm ein. Er errichtete 1520 eine Seeblockade vor Stockholm und bekämpfte Gustav Vasa und den Rivalen seines Dienstherrn, den späteren König Friedrich I. von Dänemark samt seinen Lübecker Verbündeten. Er flankierte somit die Krönung Christians des II. zum König von Schweden und das sich anschließende Stockholmer Blutbad. Ebenfalls 1520 wurde er Lehnsmann auf Schloss Kalmar. Er kämpfte in Dalarna gegen Gustav Vasa und vertrieb die Schweden aus Finnland und von Åland. In den Seeschlachten bei Bornholm und vor Hela 1522 unterlag er mit der von ihm geführten dänischen Flotte der Lübecker Flotte unter Führung der Ratsherrn Hermann Falcke und Joachim Gercken.
Christian II. belohnte seine Treue 1522 mit Finnland und Norrbotten als Lehen, jedoch verlor Norby bereits 1523 wieder die Herrschaft über Öland und Kalmar an die Lübecker unter dem Ratsherrn Hermann Plönnies. Über die Absetzung von König Christian II. hinaus blieb er diesem ein treuer Vasall und trat für dessen Sache ein. Ohne Norby hatten sich die Parteien des Vertrags von Malmö (1524) verständigt, dass Gotland wieder schwedisch werden solle. Nachdem Berend van Melen, Gustav Vasas Admiral, die Einnahme Visborgs 1524 nicht gelungen war, leitete Norby Anfang 1525 einen Bauernaufstand in Schonen, der von Johann Rantzau in den Schlachten bei Lund und Bunketofte niedergeschlagen wurde. Norby selbst gelang, wie schon des Öfteren, die Flucht. Sein Versuch, Christina Gyllenstierna, die Witwe von Sten Sture zu heiraten, vereitelte Gustav Vasa.
Im Frühsommer 1525 stürmten die Lübecker Visby und vertrieben Norby gemeinsam mit den Dänen. Als Entschädigung für die Aufgabe Gotlands erhielt er Lyckå und Sölvesborg. Gotland, das von Lübeck nicht gehalten werden konnte, wurde entgegen dem Vertrag von Malmö wieder Dänisch, weil Gustav Vasa die Interessen des machtvollen Lübeck zurückdrängen wollte. Allerdings behielten sich die Lübecker zum Ausgleich des durch den Widerstand Norbys verursachten Aufwands auf fünf Jahre von König Friedrich I. alle Einnahmen aus der Insel Gotland vor, die sonst der Dänischen Krone zugestanden hätten. Weiter sicherten sie sich den Pfandbesitz an der für sie geografisch günstiger gelegenen Insel Bornholm für 50 Jahre.
Norby setzte seinen Kampf gegen Vasa und Lübeck fort, wurde aber in der Seeschlacht vom 24. August 1526 bei Blekinge durch die vereinigte dänische, lübische und schwedische Flotte vernichtend geschlagen. Erneut konnte er, diesmal nach Livland, entkommen. Jetzt ging er in die Niederlande, wo er sich dem abgesetzten König Christian II. anschloss, der sich dort um die Unterstützung seines Schwagers Karls V. bemühte. 1529 trat Norby in kaiserliche Dienste und nahm an der Belagerung von Florenz teil, mit der die Medici wieder eingesetzt werden sollten. Vor Florenz ist er im Zuge dieser Auseinandersetzungen 1530 gefallen.

## Norbys Gotland-Münzen
Norby ließ in eigenem Namen in den Jahren 1523 bis 1525 auf Gotland Münzen schlagen. Sein Visby Skilling und sein Hvide zeigen sein Wappen und Visbys Lamm Gottes mit der lateinischen Umschrift: Agne Dei, miserere mei, zu deutsch: Lamm Gottes, erbarme Dich meiner. 1526 prägte er in Blekinge noch Sechslinge im Namen Friedrichs.

## Nachwirken
Die Dänische Marine benannte ein mit Torpedos bewaffnetes Schnellboot der unter Mitwirkung von Lürssen entwickelten Willemoes-Klasse nach Norby, das von 1978 bis 2000 im Dienst war.